# Tomaszów Lubelski
Tomaszów Lubelski is een stad in het Poolse woiwodschap Lublin, gelegen in de powiat Tomaszowski. De oppervlakte bedraagt 13,33 km², het inwonertal 20.261 (2005).